# 李聖天
尉遲僧烏波（闐語：Viśa' Saṃbhava，汉语名：李圣天，？—966年），912年至966年间任于阗国王，年号同庆。
李圣天姓尉迟氏，仿唐制，设职官，发展经济。他和沙州敦煌归义军曹氏互相通婚，曹议金把次女嫁给李圣天为后，李圣天第三女嫁给曹议金之孙曹延禄为妻。敦煌莫高窟有李圣天画像“大朝大宝于阗国大圣大明天子”像，还有“大朝大于阗国大政大明天册全封至孝皇帝天皇后曹氏”像和“大朝大于阗国天册皇帝第三女天公主李氏为新受太傅曹延禄姬供养”像。938年（同庆二十七年、后晋天福三年），李圣天派检校太尉马继荣为正使，黄门将军、国子少监张再通为副使，殿头承旨、通事舍人吴顺规为监使，到开封府进贡后晋皇帝石敬瑭。后晋朝派供奉官张匡邺为鸿胪卿、彰武节度判官高居诲为判官出使于阗。940年，抵达于阗，册封李圣天为大宝于阗国王。宋朝建立后，961年（北宋建隆二年），李圣天又遣使到开封府表示祝贺和归属，随行还有摩尼国师。966年（乾德四年），派太子尉迟输罗（尉迟苏拉、李德从、李从德）率使朝贡方物。在李圣天在位时，于阗作为天山南路最大的政权，抵挡住了喀喇汗王朝的攻击。 
| 前任： ？ 9世纪初：尉迟诘 | 于阗国王 912年—966年 | 繼任： 尉迟输罗 |